# Omicidio delle sorelle Grimes

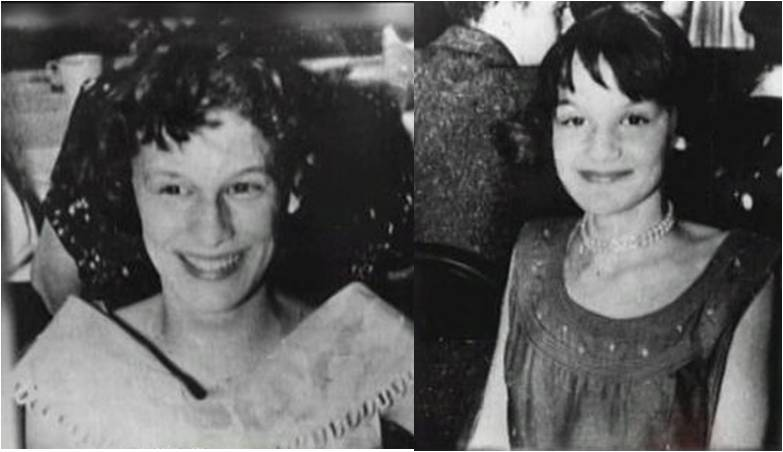
Barbara (a sinistra) e Patricia Grimes

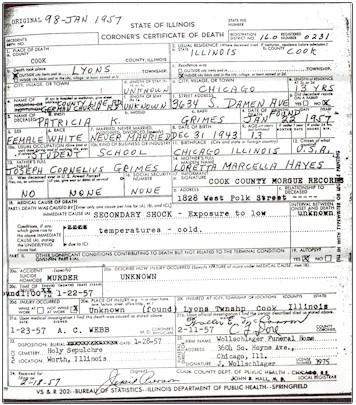
Certificato di morte di Patricia Grimes.

L'Omicidio delle sorelle Grimes, Barbara e Patricia, avvenne il 28 dicembre 1956 quando le due giovani sorelle scomparvero da Brighton Park, a Chicago; i corpi vennero ritrovati il 22 gennaio 1957 e la conclusione ufficiale ritiene che siano state uccise la notte della scomparsa ma vi furono molti presunti avvistamenti delle ragazze nel periodo precedente al ritrovamento dei cadaveri. La confessione del primo sospettato, Bennie Bedwell, non fu confermata dalle analisi forensi. Bedwell in seguito ritrattò la sua confessione. Il duplice delitto non è mai stato risolto.

## Storia
Il 28 dicembre 1956, le sorelle Barbara e Patricia,  di 15 e 13 anni, studentesse rispettivamente al Thomas Kelly High School e al St. Maurice, si recarono al cinema Brighton per vedere il film di Elvis Presley Love Me Tender. Il cinema era all'incirca a due chilometri e mezzo dalla casa delle ragazze. Avevano con loro poco più di 2 dollari. Non si sa come arrivarono al cinema.
Un'amica di Patricia, Dorothy Weinert, era seduta dietro le ragazze con la sua sorella minore. Avendo usufruito di una promozione grazie alla quale potevano vedere 2 film pagando solo il primo, Weinert e sua sorella lasciarono il cinema attorno alle 21.30, all'interruzione del primo spettacolo. Andandosene videro le sorelle Grimes in fila per comprare i popcorn, e sembravano allegre. Ne le Weinerts ne altri notarono qualcosa di strano.
Le sorelle rimasero per il secondo film ed erano attese a casa per le 23.45. Quando non c'erano ancora segni del loro ritorno, la madre Loretta mandò il fratello e la sorella maggiori alla fermata dell'autobus più vicina ad attenderle. I fratelli ritornarono dopo che erano passati 3 autobus senza nessuna traccia delle due sorelle. Alle 2.15, la madre ne denunciò la scomparsa.
La scomparsa delle due ragazze portò ad uno dei più grandi casi di ricerca di persone scomparse nella storia di Chicago, con molte voci di avvistamenti ma mai nulla sul piano delle prove vere e proprie. All'inizio si pensò che fossero semplicemente scappate di casa, probabilmente dirette a Nashville per vedere Elvis Presley in concerto o semplicemente per "imitarne lo stile di vita" Il 19 gennaio 1957, un comunicato fu rilasciato da Graceland nel quale Presley chiedeva alle ragazze di ritornare a casa: "Se siete delle vere fan di Elvis, tornerete a casa e farete sparire le preoccupazioni di vostra madre."

### Gli avvistamenti
Tra l'ultimo avvistamento accertato delle ragazze al cinema il 28 dicembre 1956 e la successiva scoperta dei corpi il 22 gennaio 1957, ci furono diversi avvistamenti non confermati delle ragazze, sia dentro che fuori dalla città. Gli avvistamenti largamente riportati furono:
- Numerose persone dissero di aver visto le ragazze salire su un bus CTA ad Archer Avenue dopo la proiezione. Probabilmente scesero dal bus a Western Avenue, circa a metà strada da casa, attorno alle 23.05. Non si sa per quale motivo avrebbero dovuto scendere a quella stazione.
- All'incirca alle 23.30, due ragazzi adolescenti dissero che, mentre stavano guidando nel loro quartiere, videro le sorelle dirigersi verso la 35ª strada, "ridacchiando e saltandosi addosso scioccamente" vicino a Seely e Damen Avenues, all'incirca a due isolati dalla loro casa.
- Un guardiano credette che le sorelle Grimes gli chiesero delle direzioni vicino a Lawrence e Central Park la mattina del 29 dicembre.
- Un compagno di Patricia, che stava mangiando all'Angelo's Restaurant al 3551 di South Archer Avenue il pomeriggio del 29 dicembre, disse che la vide camminare con due giovani ragazze che non riconobbe.
- Furono avvistate da un capotreno nei pressi del Great Lakes Naval Training Center, a Glenview.
- Il 30 dicembre alle 5.40, il proprietario del ristorante D&L al 1340 West Madison raccontò di aver visto entrambe le ragazze, con Patricia apparentemente troppo ubriaca o malata per camminare senza barcollare, accompagnate dal sospettato Bennie Bedwell. Questo luogo era a circa nove chilometri dal Brighton Theater.[5] Un impiegato del Claremont Hotel, dopo aver visto i cadaveri all'obitorio, riconobbe parimenti le sorelle come coloro che si erano registrate nell'hotel quel giorno.[6]
- Il 1 gennaio 1957, le ragazze furono avvistate a bordo di un bus CTA nella Damen Avenue.
- La settimana successiva, un impiegato del turno serale allo Unity Hotel rifiutò una stanza a due ragazze a causa della loro età, e riteneva fossero le sorelle Grimes.
- Il 3 gennaio, tre impiegati del negozio Kresge ritennero di aver visto le ragazze ascoltare Elvis Presley al banco delle registrazioni.
- Dando credito alla teoria che entrambe le sorelle erano scappate di casa per arrivare a Nashville, una donna raccontò di averle incontrate alla stazione degli autobus, e di averle accompagnate ad un'agenzia di lavoro per trovarne uno. Un impiegato della stessa agenzia identificò le sorelle dalle fotografie e ricordò che usarono il nome "Grimes".
- Il 14 gennaio, i genitori dell'amica di Patricia Grimes Sandra Tollstan ricevettero due telefonate attorno alla mezzanotte. Durante la prima telefonata, nessuno rispose. Rispondendo alla seconda telefonata 15 minuti più tardi Ann ascoltò una voce 'spaventata e triste" che chiese "Sei tu, Sandra?" Prima che Ann potesse chiamare la figlia per rispondere, chi fece la chiamata riattaccò. Ann dichiarò che era convinta che la voce appartenesse a Patricia Grimes.

### Scoperta dei corpi

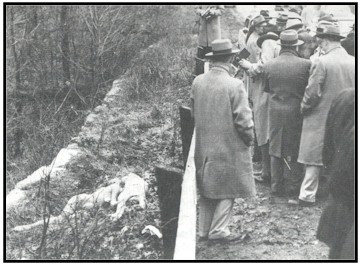
Luogo ove vennero ritrovati i corpi delle sorelle.

Grazie al disgelo e alla pioggia, il 22 gennaio 1957, mentre guidava verso German Church Road, circa a 60 metri a est rispetto a County Line Road in Willow Springs (lncorporata successivamente nel 1960 come parte di Willowbrook) un operaio edile di nome Leonard Prescott vide i corpi nudi delle sorelle Grimes dietro un guard rail. Inizialmente non sicuro di ciò che avesse visto, Prescott ritornò successivamente sul posto con la moglie Marie, che svenne dopo aver guardato la scena da vicino.
Barbara giaceva sulla sinistra con le gambe leggermente protratte verso il corpo.  Patricia Grimes era stesa sulla schiena, coprendo la testa della sorella. Si ritenne che probabilmente erano state gettate lì da una macchina di passaggio.
L'autopsia, eseguita da esperti patologi, concluse che dato il loro stomaco conteneva dei residui del loro ultimo pasto conosciuto, entrambe le sorelle erano morte entro le 5 ore successive dall'ultima volta che furono viste al cinema, probabilmente la sera del 28 dicembre o la prima mattina del 29. Ciò nonostante, Harry Glos, allora investigatore capo presso l'ufficio del coroner della Contea di Cook , non era d'accordo con l'ora della morte. Mostrò un sottile strato di ghiaccio trovato sul corpo delle ragazze ad indicare che erano state vive almeno fino al 7 gennaio, dal momento che solo dopo quel giorno aveva nevicato sufficientemente da reagire con i loro corpi ancora caldi e creare lo strato di ghiaccio.
Non c'era nessuna evidente ferita mortale sul corpo di nessuna delle due ragazze, né altro che indicasse che erano ubriache, drogate o fossero state avvelenate. Nonostante fossero 'molto puliti', i cadaveri avevano varie ferite e morsi di roditore, inclusi tre fori sul petto di Barbara che potevano essere stai provocati da un punteruolo da ghiaccio. Fu in seguito rivelato dalle autorità che Barbara aveva probabilmente avuto un rapporto sessuale attorno all'ora della morte, ma non furono trovate prove di violenza sessuale. Nei certificati di morte delle ragazze la causa della morte fu indicata come uno "shock secondario" derivante dall"esposizione a basse temperature," complessivamente la causa fu indicata come "omicidio".

## I sospettati

### Bennie Bedwell
Edward Lee "Bennie" Bedwell era un ventunenne vagabondo analfabeta del Tennessee che aveva una vaga somiglianza fisica ad Elvis Presley. Secondo Minnie Duros, proprietario del D&L Restaurant dove Bedwell aveva lavorato come lavapiatti, Bennie era li con le sorelle Grimes la mattina del 30 dicembre 1956. Bedwell fu accusato d'omicidio il 27 gennaio 1957 dopo aver firmato una confessione che statuiva che lui e un altro uomo erano con le sorelle Grimes il 7 gennaio e dopo sette giorni di bevute al saloon di West Madison Street , comprarono alle sorelle degli hot dog, dopodiché le picchiarono a morte per aver rifiutato i loro sempre più insistenti approcci sessuali prima di liberarsi dei corpi il 13 gennaio. Loretta Grimes, madre delle vittime, disse della citata confessione di Bedwell: "È una bugia. Le mie ragazze non erano a West Madison Street, non sapevano nemmeno dove fosse." Bedwell ritrattò in seguito la confessione dicendo che era stato costretto a confessare dagli uomini dello sceriffo. L'autopsia in seguito confermò queste affermazioni dal momento che non furono trovati alcol o hotdog nei corpi delle vittime e nemmeno erano state picchiate. Bedwell aveva inoltre timbrato il cartellino alla Ajax Consolidated Company, il suo posto di lavoro, dalle 16.19 del 28 dicembre 1956 a mezzanotte e mezza del 29 dicembre, coprendo il tempo del probabile rapimento e uccisione delle ragazze.
Il capo investigatore Harry Glos, che riteneva fortemente Bedwell responsabile per gli omicidi, contestò che le ferite trovate sui corpi non erano state adeguatamente analizzate, e che c'erano prove per le quali era ampiamente ipotizzabile che le ragazze erano state picchiate, dando seguito così al racconto di Bedwell. Glos accusò gli investigatori di coprire questo e altri violenti dettagli del caso per desiderio di proteggere la reputazione delle ragazze e di non urtare la sensibilità della madre. Simili dichiarazioni furono fatte negli anni da altri, alcuni dei quali dichiararono di aver visionato i documenti originali del caso. Dal laboratorio di analisi di Chicago, tuttavia, continuarono a insistere che non c'era traccia di violenza sessuale su nessuna delle due ragazze. Dopo aver rifiutato di ritirare le sue accuse, Glos fu licenziato dal Coroner Walter E. McCarron il 15 febbraio.

### Max Fleig
Il diciassettenne Max Fleig fu uno dei sospettati durante le indagini. Si sottopose volontariamente alla macchina della verità e fallì il test. Dopo aver fallito l'esame, confessò il rapimento delle due sorelle. Tuttavia, dal momento che all'epoca era illegale sottoporre un minore alla macchina della verità, la polizia dovette lasciarlo andare. Non fu mai accusato del duplice omicidio perché non c'erano prove che lo collegassero all'uccisione o al rapimento delle ragazze oltre la sua confessione e il fallimento dell'esame del poligrafo. Max Fleig fu condannato qualche anno dopo per l'omicidio di una giovane ragazza, ma l’hanno lasciato andare.

### Walter Kranz
Walter Kranz, un cinquantenne che installava impianti di riscaldamento, chiamò la polizia il 15 gennaio dicendo di aver sognato che i cadaveri delle ragazze fossero in Santa Fe Park, vicino a Wolf Road. Il Park era a poco meno di tre chilometri da dove i corpi furono ritrovati una settimana dopo. Krantz disse alla polizia che in famiglia avevano poteri psichici. Dopo diversi interrogatori da parte della polizia, fu rilasciato.

## Epilogo
Il duplice delitto rimane insoluto.
Nel 2013 Ray Johnson, un poliziotto in pensione di West Chicago, iniziò a investigare spontaneamente sul caso. Johnson iniziò a interessarsi al caso delle sorelle Grimes nel 2010, mentre svolgeva delle ricerche per un libro che stava scrivendo sulla storia della città. Il fratello delle Grimes, James Grimes, 70 anni nel 2015, che aveva 11 anni quando Patricia e Barbara scomparvero, ha accolto bene la notizia di quella che vede come una 'riapertura del caso'. Ha dichiarato "Pensavo non potesse mai essere risolto. Ma forse c'è ancora speranza."